# Договірні статті українських гетьманів
Договірні статті українських гетьманів – документи міжнародно-правового та державно-правового змісту, що визначали юридичні засади українсько-російських відносин та устрій Української козацької держави з 2-й половині 17–18 ст. 
Перші договірні статті було укладено у Москві у квітні (березні) 1654 року за результатами переяславсько-московських переговорів січня–квітня 1654 (див. Переяславська рада 1654, Березневі статті 1654). Вони стали основою при виробленні умов наступних договірних статей, які впродовж 17 ст. укладалися кожного разу при виборах нового гетьмана (за винятком елекції І. Виговського 1657), а саме: 
- Переяславських статей 1659 при вступі на гетьманування Ю. Хмельницького,
- Батуринських статей 1663 – І. Брюховецького,
- Глухівських статей 1669 – Д. Многогрішного,
- Конотопських статей 1672 – І. Самойловича та
- Коломацьких статей 1687 – І. Мазепи.

Крім того, інколи договірні статті укладалися з метою фіксування нових політичних реалій – Переяславські статті 1674 І. Самойловича після проголошення акту переходу Правобережної України під владу лівобережного гетьмана, або ж надання російсько-українським міждержавним стосункам принципово нового звучання, як це робилося в інкорпораційних за змістом Московських статтях 1665 І. Брюховецького.
Укладанню договірних статей передували підготовка та подача українською стороною відповідних проектів (найвідоміші в історичній літературі – Жердівські статті (проект) Ю. Хмельницького 1659) і намагання царського уряду трансформувати українські пропозиції у вигідному для себе напрямі. 
Зазвичай внесені російською стороною до договірних статей умови випереджали фактичний стан справ і були реакцією на постіні коливання козацької верхівки та порушення її частиною умов попередніх договорів. Це спонукало російський уряд кожен раз висувати більш жорсткі умови, які поступово обмежували автономію Гетманщини. 
Після зради І. Мазепи 1708 російське керівництво замінило двосторонні договори царськими указами, що визначали українські права і вільності ("Рішительний указ" 1709 та "Рішительні пункти" 1728). Формально Договірні статті українських гетьманів діяли до моменту ліквідації в Україні інституту гетьманату Катериною II.